# Hieronymus von Colloredo-Mannsfeld (1775-1822)

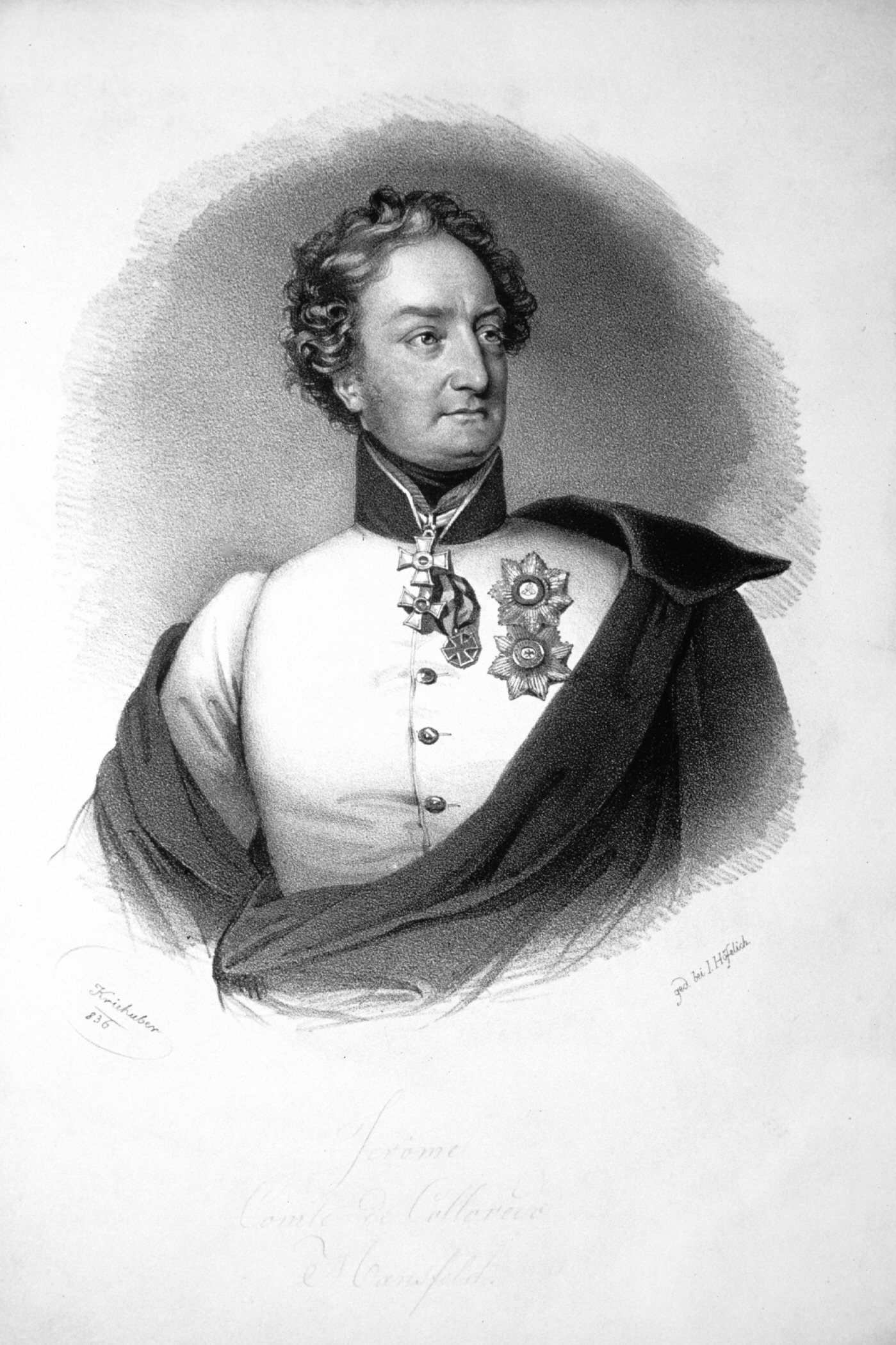
Hieronymus van Colloredo-Mannsfeld

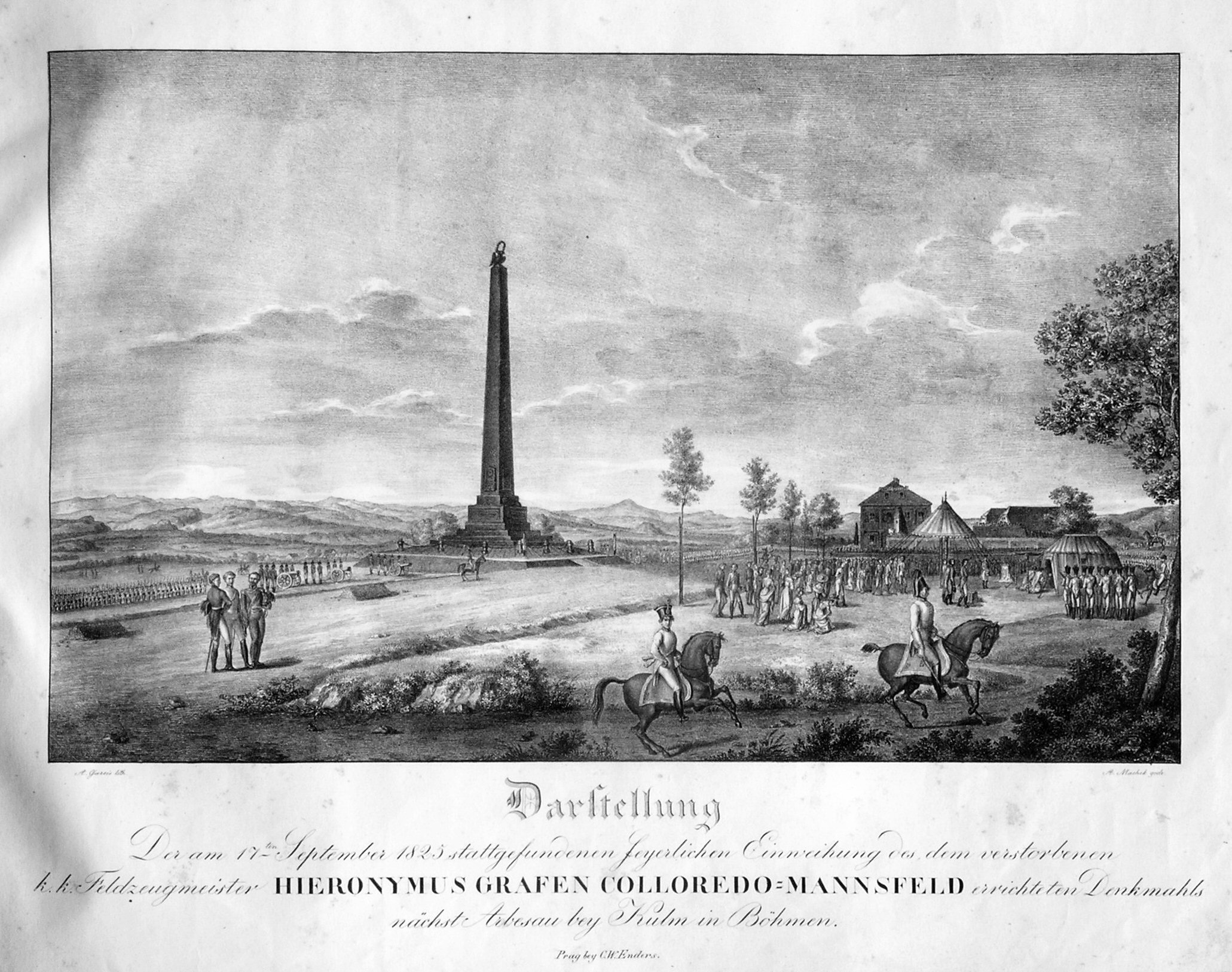
Het monument voor Colloredo nabij Kulm

Hieronymus Karl Graf von Colloredo-Mannsfeld (Wetzlar 30 maart 1775 - Wenen 23 juli 1822) was een Oostenrijks militair die streed in de napoleontische oorlogen. Hij was een zoon van Franz de Paula Gundaccar I von Colloredo-Mannsfeld en de vader van Franz de Paula Gundaccar II.
Hij trad in 1792 als luitenant toe tot het leger van Oostenrijk, woonde de veldtocht van generaal Clerfait in de Champagne bij, maakte in 1793 en 1794 de veldtochten in de Zuidelijke Nederlanden mee en werd in 1794 kapitein. Hij streed als kolonel bij Hohenlinden en onderscheidde zich als majoor-generaal onder aartshertog Karel bij Caldiero. In 1806 werd hij onderscheiden met het ridderkruis van de Orde van Maria Theresia, later ook met het commandeurskruis.
Hij nam deel aan de Italiaanse veldtocht van 1809, onderscheidde zich als luitenant-veldmaarschalk bij Raab en dekte de terugtocht naar Komorn. In 1813 streed hij onder Ignaz Gyulay en nam roemrijk deel aan de slagen bij Dresden en Kulm. Hierom werd hij tot Feldzeugmeister bevorderd. Hij commandeerde in de Volkerenslag bij Leipzig het 1e Oostenrijkse legerkorps en in 1815 een legerkorps aan de Boven-Rijn en in Bourgondië. Hierna was hij actief te Bohemen, later in Stiermarken. Hij stierf op 23 juli 1822.
In 1825 werd vanwege zijn aandeel in de Slag bij Kulm te Varvažov een monument voor hem opgericht.
- Gemeinsame Normdatei: 117723444
- Nationale Bibliotheek van Tsjechië: jo2016924053
- Virtual International Authority File: 5715824
- WorldCat: E39PBJfX6W9fvrHXKm9qH4KmVC